# As Time Goes By (album Carpenters)
As Time Goes By – czternasty studyjny album w dyskografii duetu The Carpenters. Pierwotnie ukazał się w Japonii 1 sierpnia 2001 r. nakładem wytwórni A&M Records, natomiast debiut ogólnoświatowy miał miejsce 13 kwietnia 2004.
Zawarte tu utwory obejmują lata 1967–1980 i są zestawem nagrań demonstracyjnych, utworów pierwotnie odrzuconych, występów na żywo oraz nagrań telewizyjnych zespołu.
Ostatnie nagranie na płycie And When He Smiles następuje po ok. 20 sekundowej przerwie po nagraniu Hits Medley ‘76 i nie jest indeksowane jako osobne nagranie. Nie jest również uwzględnione w spisie nagrań zarówno na CD, jak i jej okładce.

## Lista utworów
1. „Without A Song” (Billy Rose, Edward Eliscu, Vincent Youmans) – 1:58
2. „Medley: Superstar / Rainy Days And Mondays” (Paul Williams, Roger Nichols, Bonnie Bramlett, Leon Russell) – 3:07
3. „Nowhere Man” (John Lennon, Paul McCartney) – 2:53
4. „I Got Rhythm” (George Gershwin, Ira Gershwin) – 4:41
5. „Dancing In The Street” (Ivy Hunter, Marvin Gaye, William Stevenson) – 1:59
6. „Dizzy Fingers” (Zez Confrey) – 2:26
7. „You’re Just In Love” (Irving Berlin) – 3:53
8. „Karen/Ella Medley” (Dave Iveland, Karen Carpenter, Richard Carpenter) – 5:57
9. „Medley: Close Encounters/Star Wars” (John Williams) – 5:59
10. „Leave Yesterday Behind” (Fred Karlin) – 3:31
11. „Carpenters/Como Medley” (Burt Bacharach, John Bettis, Richard Carpenter, Hal David, Armando Manzanero, Lee Pockriss, Joe Raposo, Paul Vance) – 6:55
12. „California Dreamin'” (John Phillips, Michelle Phillips) – 2:31
13. „The Rainbow Connection” (Ken Ascher, Paul Williams) – 4:35
14. „Hits Medley ’76” – 7:52
15. „And When He Smiles” (Al Anderson) – 3:00

## Single

### The Rainbow Connection
- Singiel CD wydany w Japonii w 2001 przez A&M Records – (UICY-5006)

1. „The Rainbow Connection”
2. „Leave Yesterday Behind”
3. „Medley (Superstar/Rainy Days and Mondays)”